# Aeropuerto Internacional Benazir Bhutto
El Aeropuerto Internacional Benazir Bhutto o Base Aérea Chaklala (IATA: ISB, OACI: OPRN) fue el tercer aeropuerto más grande de Pakistán. Está ubicado en Rawalpindi, Punjab. Antes era conocido como Aeropuerto Internacional de Islamabad pero recibió el nombre de Benazir Bhutto por el PM Yusuf Raza Gillani el 21 de junio de 2008.
El aeropuerto se encuentra a las afueras de Islamabad, en la zona de Chaklala Rawalpindi. Se trataba del aeropuerto principal de la capital pakistaní. En el año fiscal 2004-2005, más de 2,8 millones de pasajeros utilizaron el aeropuerto internacional Benazir Bhutto y hubo 23.436 operaciones. Fue una importante ciudad de Airblue. El aeropuerto sirvió de base de operaciones principales de la compañía de bandera, Pakistan International Airlines. Fue también la base de operaciones de Shaheen Air International.
Debido al constante crecimiento se precisaban mejoras constantes, y por ello el Gobierno de Pakistán construyó un nuevo aeropuerto para la ciudad, ubicado en Fateh Jang. Entró en funcionamiento el 3 de mayo de 2018; a partir de esa fecha, todos los vuelos comerciales con destino a Islamabad aterrizan en ese aeropuerto.

## Estructura

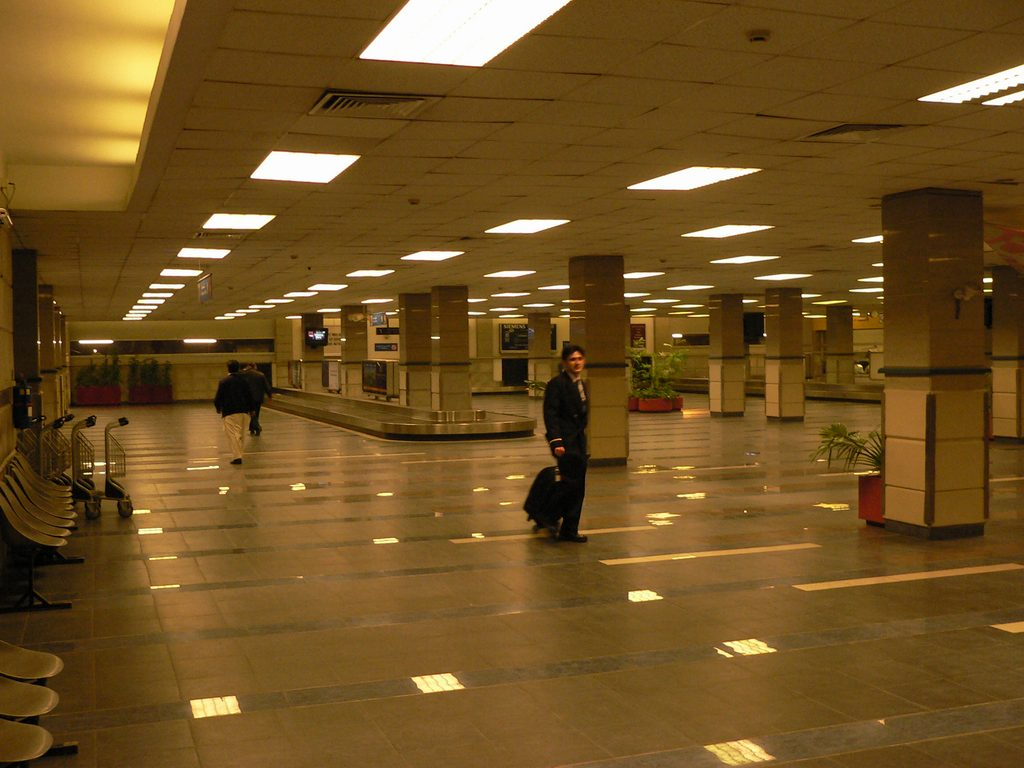
La recogida de equipajes de los pasajeros internacionales.

Situado a las afueras de la ciudad capital de Pakistán, el aeropuerto internacional Benazir Bhutto atiende a los pasajeros vip como diplomáticos extranjeros, altos cargos del gobierno u oficiales militares. La sala Rawal ha sido diseñada para el uso de cualquier pasajero. 
Hay salas separadas para pasajeros de clase turista domésticos e internacionales. Las salas domésticas e internacionales cuentan con todas las instalaciones requeridas incluyendo aperitivos, TV digital, teléfono público y servicios de Internet. Hay también salas para pasajeros en tránsito que deban continuar viaje a algún destino internacional o doméstico. Las salas también cuentan con zonas de oración. La sala CIP/vip puede ser utilizada por pasajeros de clase primera y business de vuelos internacionales y domésticos. Los pasajeros deben adquirir una tarjeta de aerolínea en los mostradores de facturación. El coste es de 6.00 dólares por pasajero internacional y 100 rupias por pasajero. También hay aperitivos bajos en calorías, bebidas no alcohólicas, TV digital, periódicos y revistas, teléfonos, fax, e Internet wireless gratuito. Los pasajeros cuentan además con servicios bancarios de Askari Bank Ltd.
El aeropuerto tiene una amplia variedad de tiendas duty-free, restaurantes, Internet wireless gratuito y una tienda de recuerdos. El aeropuerto actual es capaz de atender a once aviones de fuselaje ancho a la vez, con cinco puestos de estacionamiento adicionales para las avionetas de aviación general. Actualmente, el aeropuerto no tiene ningún finger instalado, con lo que los pasajeros tienen que desplazarse en autobús de la terminal al avión y acceder a este con escalerillas. 
Hay numerosos monitores de televisión y puntos de conexión de móviles en la terminal que permiten a los pasajeros comprobar los horarios y recargar sus teléfonos móviles. Hay un buen número de mostradores de cambio de divisas y bancos como el National Bank of Pakistan, el Habib Bank Ltd, el MCB Bank Ltd. MCB y el Royal Bank of Scotland [anteriormente ABN AMRO Bank], así como cajeros aptos para tarjetas MasterCard, Cirrus y Maestro.

## Eventos
- El 9 de julio de 1971, el Consejero de Seguridad Nacional Henry Kissinger partió del aeropuerto para encontrarse con Zhou Enlai de China.
- El 15 de febrero de 2002, Erik Audé fue arrestado en el aeropuerto internacional Benazir Bhutto(entonces llamado aeropuerto internacional de Islamabad) por posesión de opio.
- Durante octubre de 2005, el aeropuerto de Islamabad atendió aviones adicionales con ayuda humanitaria para la gente de afectada por el Terremoto de Cachemira de 2005. El mayor de estos aviones fue el An-225 Myria. Virgin Atlantic Airways también efectuó un vuelo especial a Islamabad utilizando un Boeing 747 con 55 toneladas de ayuda.[5]
- Para conmemorar el último cumpleaños de Benazir Bhutto (55 años) el 21 de junio de 2008, el primer ministro Pakistaní Syed Yousaf Raza Gilani cambió el nombre de aeropuerto internacional de Islamabad a aeropuerto internacional Benazir Bhutto.
- El 20 de abril de 2012, un Boeing 737-200 (matriculado AP-BKC), que realizaba el vuelo 213 de Bhoja Air entre Karachi e Islamabad se estrelló cerca de Chaklala durante la aproximación al aeropuerto.[6][7][8]